# Терморегуляція
Терморегуля́ція (від грец. τέρμη «жар, тепло» і лат. regulo «впорядковую») — сукупність фізіологічних процесів, що підтримують температуру тіла організму відмінною від температури навколишнього середовища. Найкраще та найстабільніше терморегуляція працює у людини та деяких інших теплокровних тварин (переважно ссавців і птахів), у яких температура підтримується на майже сталому рівні, незалежно від змін температури зовнішнього середовища, у цих організмів терморегуляція є одним із аспектів гомеостазу. Крім них, багато організмів, від хребетних тварин до рослин, включаючи багатьох «холоднокровних», мають різноманітні рівні та методи терморегуляції, що дозволяють в певних межах регулювати температуру тіла.

## Види терморегуляції у теплокровних
Розрізняють такі види терморегуляції у теплокровних:
1. Ендотермія — здатність деяких організмів контролювати температурами своїх тіл за допомогою внутрішніх засобів, наприклад, тремтіння м'язів або внутріклітинних засобів. Протилежність ендотермії — екзотермія.
2. Гомойотермія — терморегуляція, що дозволяє підтримувати постійну внутрішню температуру тіла попри зовнішній вплив.
3. Тахіметаболізм — вид терморегуляції, характерний для організмів із високим рівнем основного обміну, тобто швидкості метаболізму у стані спокою. Тахіметаболічні організми, по суті, зберігають високу активність протягом всього часу. Хоча їх основний обмін і повільніший їх швидкість основного обміну в активному стані, різниця не така велика, як у брадіметаболічних організмах. Тахіметаболічні організми зазвичай потребують більше їжі та гірше переносять її нестачу.

## Механізми терморегуляції угомойотермних

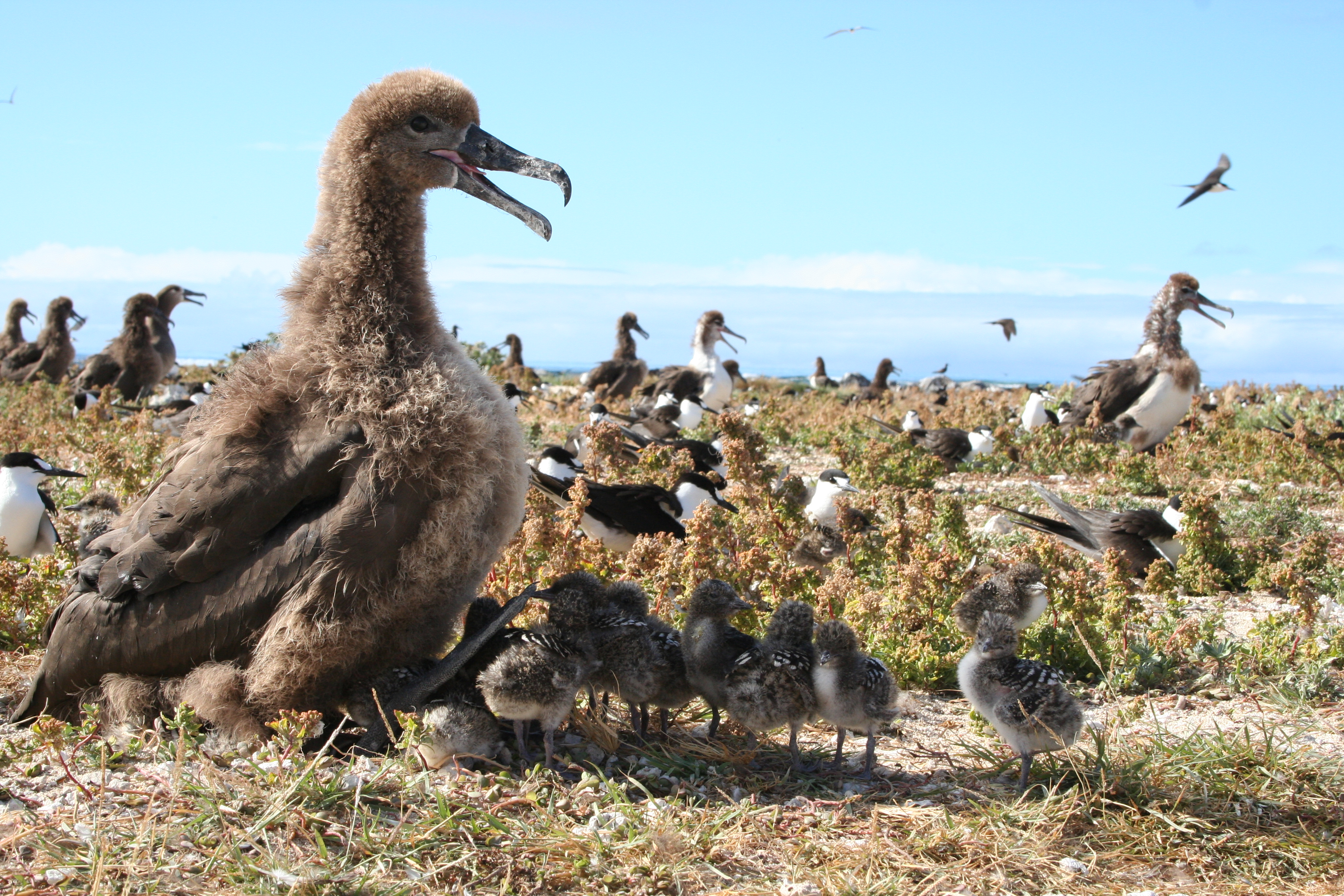
Пошук затінку — один з методів охолодження: пташенята темного крячика використовують для цього тінь від дорослого альбатроса чорноногого

В залежності від механізму розрізняють хімічну та фізичну терморегуляцію у гомойотермних організмів.
- Хімічна терморегуляція забезпечує зміни рівня загальних енерговитрат і теплопродукції тканин (терморегуляційний тонус м'язів, теплопродукцію мозку, міокарда, печінки тощо). Здійснюється шляхом змін інтенсивності окисних процесів.
- Фізична терморегуляція забезпечує зміни тепловіддачі за рахунок судинних реакцій шкіри, потовиділення, сезонних змін теплоізолюючих властивостей хутра, терморегуляторної поведінки тощо.
- Терморегуляторна поведінка, як сукупність рухливих актів, спрямованих на зміну теплообміну організму з довкіллям може бути рефлекторною і нерефлекторною. Рефлекторна —  найчастіше це теплова задишка, наприклад, пелікани, які не мають потових залоз, під час спеки застосовують для охолодження внутрішню поверхню піддзьобового міхура, розтягуючи її і одночасно відкривши дзьоб. До нерефлекторних дій можна віднести пошук необхідного температурного середовища — наприклад, затінку і прохолоди під час спеки.

## Розвиток терморегуляції угомойотермних, терморегуляція у людини
Терморегуляція розвинулася в процесі еволюції як пристосовна реакція організму на мінливість температурних умов існування.
Терморегуляція здійснюється рефлекторно, під впливом подразнень, що надходять з терморецепторів шкіри, внутрішніх органів і слизових оболонок. 
Центр терморегуляції міститься в гіпоталамусі й підпорядкований корі великих півкуль головного мозку. 
Терморегуляція у немовлят — недосконала, здійснюється переважно за рахунок судинних реакцій і змін теплопродукції. Зниження температури середовища на 1°С підвищує основний обмін у немовлят на 5%, тоді як у дорослої людини — лише на 1%.  
В похилому і старечому віці терморегуляція частково порушується, збільшується амплітуда добових і сезонних коливань температури тіла.